# Cantone di Montmédy
Il Cantone di Montmédy è una divisione amministrativa dell'arrondissement di Verdun.
A seguito della riforma approvata con decreto del 17 febbraio 2014, che ha avuto attuazione dopo le elezioni dipartimentali del 2015, è passato da 25 a 45 comuni.

## Composizione
I 25 comuni facenti parte prima della riforma del 2014 erano:
- Avioth
- Bazeilles-sur-Othain
- Breux
- Chauvency-le-Château
- Chauvency-Saint-Hubert
- Écouviez
- Flassigny
- Han-lès-Juvigny
- Iré-le-Sec
- Jametz
- Juvigny-sur-Loison
- Louppy-sur-Loison
- Marville
- Montmédy
- Quincy-Landzécourt
- Remoiville
- Thonne-la-Long
- Thonne-les-Près
- Thonne-le-Thil
- Thonnelle
- Velosnes
- Verneuil-Grand
- Verneuil-Petit
- Vigneul-sous-Montmédy
- Villécloye

Dal 2015 i comuni appartenenti al cantone sono i seguenti 45:
- Avioth
- Azannes-et-Soumazannes
- Bazeilles-sur-Othain
- Brandeville
- Bréhéville
- Breux
- Chaumont-devant-Damvillers
- Chauvency-le-Château
- Chauvency-Saint-Hubert
- Damvillers
- Delut
- Dombras
- Écouviez
- Écurey-en-Verdunois
- Étraye
- Flassigny
- Gremilly
- Han-lès-Juvigny
- Iré-le-Sec
- Jametz
- Juvigny-sur-Loison
- Lissey
- Louppy-sur-Loison
- Marville
- Merles-sur-Loison
- Moirey-Flabas-Crépion
- Montmédy
- Peuvillers
- Quincy-Landzécourt
- Remoiville
- Réville-aux-Bois
- Romagne-sous-les-Côtes
- Rupt-sur-Othain
- Thonne-la-Long
- Thonne-le-Thil
- Thonne-les-Près
- Thonnelle
- Velosnes
- Verneuil-Grand
- Verneuil-Petit
- Vigneul-sous-Montmédy
- Villécloye
- Ville-devant-Chaumont
- Vittarville
- Wavrille